# Alexandr Grigorjevič Česnokov
Alexandr Grigorjevič Česnokov (rusky Александр Григо́рьевич Чесноко́в, 5. dubnajul./ 17. dubna 1880greg., Voskresensk, Moskevská gubernie – 1941, Paříž) byl ruský hudební skladatel, sbormistr, hudební kritik a profesor.

## Život
Narodil se ve městě Voskresensku (dnes Istra) do rodiny venkovského sbormistra. Všechny děti v rodině byly hudebně nadány a všichni bratři Česnokovovi se v různé době absolvovali moskevský Synodální institut chrámového zpěvu.  Jeho starší bratr dirigenta a skladatele duchovní hudby Pavla Grigorjeviče Česnokova (1877-1944).
V roce 1898 s vyznamenáním absolvoval Synodální gymnázium a v roce 1906 absolvoval obor hudební skladby na Petrohradské konzervatoři u N. A. Rimského-Korsakova (obor skladba, 1900–1905).
Poté v letech 1912–1915 působil jako učitel na konzervatoři. V roce 1919 se stal profesorem a do roku 1925 působil jako profesor hudební teorie. Působil jako pedagog a regenschori carské dvorní pěvecké kapely.
Po bolševické revoluci v roce 1923 emigroval do Prahy, kde vedl Všestudentský ruský sbor A. A. Archangelského. Později odjel do Paříže, kde přednášel na ruské konzervatoři a přednášel o chrámovém zpěvu na Svatosergijevské bohoslovecké škole.
Alexandr Grigorjevič Česnokov zemřel v roce 1941 v Paříži a byl pohřben na ruském pravoslavném hřbitově v Sainte-Geneviève-des-Bois.

### Dílo
Alexandr Grigorjevič Česnokov byl autorem řady duchovních sborových skladeb, oratoria pro sbor, sóla a orchestr, rekviem «Таинство смерти» (poprvé provedeno v Moskvě v 90. letech 20. století) a řady světských skladeb.